# Khuis
Khuis è un villaggio del Botswana situato nel distretto di Kgalagadi, sottodistretto di Kgalagadi South. Il villaggio, secondo il censimento del 2011, conta 897 abitanti.

## Località
Nel territorio del villaggio sono presenti le seguenti 6 località:
- Bokopano,
- Galopara,
- Government Ranch di 128 abitanti,
- Lobu Field Station di 1 abitante,
- Makunye,
- Tshwarakgama MK di 23 abitanti